# 朝鮮—索馬利亞關係
朝鮮—索馬利亞關係（韓語：소말리아-조선민주주의인민공화국 관계），是指索馬利亞聯邦共和國與朝鮮民主主義人民共和國的雙邊關係。兩國之間的外交關係始於1967年4月13日。

## 歷史
在索馬里民主共和國時期，由於索馬利亞與朝鮮擁有共同的理念和地緣政治利益，兩國之間的關係十分密切。兩國都堅持反帝國主義及馬克思列寧主義，而且都在冷戰時期支持蘇聯。1970年，索馬利亞最高革命委員會與朝鮮建立關係。索馬里總統穆罕默德·西亞德·巴雷在其任期內兩次訪問平壤，在1971年他與金日成會晤，並簽署了技術和經濟援助的雙邊協議。
隨後幾年，兩國之間的軍事合作愈加亲密，朝鮮對索馬里武裝力量進行培訓和裝備。此外，出於對埃塞俄比亞介入朝鮮戰爭的不滿，北韓的顧問對埃索衝突中活躍的親索馬里游擊隊進行訓練。1974年，社會主義埃塞俄比亞臨時軍政府掌權後，情況發生很大變化，最終導致了蘇聯對埃塞俄比亞的支持。朝鮮也緊隨其後，在埃索戰爭（1977-1978年，又名歐加登戰爭）期間向埃塞俄比亞提供軍事援助，派出約五百名軍事顧問，向埃軍訓練反游擊戰術，由支持索馬里改為對親美的索馬里作戰。朝鮮還向埃塞俄比亞派出農業顧問，以進行在該國南部種植水稻的項目。
截至2014年3月，根據朝鮮問題國家委員會的資訊，朝鮮和索馬里兩國仍然保持著外交關係。